# Branislav Pindroch
Branislav Pindroch (ur. 30 października 1991 w Bańskiej Bystrzycy) – słowacki piłkarz występujący na pozycji bramkarza. Od czerwca 2024 zawodnik Górnika Łęczna.

## Kariera
W sezonie 2020/2021 występował w Rakowie Częstochowa. Zagrał w 2 meczach Ekstraklasy i meczu 1/8 finału Pucharu Polski z Górnikiem Zabrze. Zdobył z drużyną Puchar Polski i wicemistrzostwo Polski.

## Sukcesy

### Klubowe

#### Raków Częstochowa
- Wicemistrzostwo Polskiː 2020/2021
- Puchar Polskiː 2020/2021